# Дамли, Туне
Туне Дамли (норв. Tone Damli Aaberge, родилась 12 апреля 1988 в Согндале, Норвегия) — норвежская певица и автор песен, стала известной после участия в норвежской версии реалити-шоу Идол в 2005 году, заняв второе место после Jorun Stiansen.

## Биография
Туне Дамли выпустила четыре альбома Bliss, Sweet Fever, I Know, и Cocool, из которых два (Bliss и I Know) получили в Норвегии золотой статус. Участвовала в норвежском конкурсе песни для Евровидения 2009 и прошла в финал с композицией Butterflies, в конечном итоге заняв вторую позицию, уступив на этот раз проекту Александра Рыбака. В апреле 2012 Туне Дамли выпустила сборник под названием Looking Back.
Дамли также занял третье место в норвежской версии (второй сезон) Танцев со звездами в 2006 году. 18 августа 2012 года, было объявлено на официальном сайте реалити-шоу Идол о том, что Туне Дамли будет первой из четырёх новых членов жюри, состоящего из бывших участников Идола, наряду с самой первой победительницей Kurt Nilsen.

## Дискография

### Альбомы
| Название     | Детали альбома                                                                                  | Позиция в чарте | Позиция в чарте | Примечание                 |
| Название     | Детали альбома                                                                                  | NOR             | GRE             | Примечание                 |
| ------------ | ----------------------------------------------------------------------------------------------- | --------------- | --------------- | -------------------------- |
| Bliss        | - Дата выпуска: 5 Декабря 2005 - Издатель: Eccentric Music - Форматы: CD                        | 14              | —               | Дебютный альбом Туне Дамли |
| Sweet Fever  | - Дата выпуска: 8 Мая 2007 - Издатель: Eccentric Music - Форматы: CD, Цифровая дистрибуция      | 8               | —               | Второй студийный           |
| I Know       | - Дата выпуска: 30 Марта 2009 - Издатель: Eccentric Music - Форматы: CD, Цифровая дистрибуция   | 3               | 32              | Третий студийный           |
| Cocool       | - Дата выпуска: 18 Октября 2010 - Издатель: Eccentric Music - Форматы: CD, Цифровая дистрибуция | 22              | —               | Четвёртый студийный        |
| Looking Back | - Дата выпуска: 27 Апреля 2012 - Издатель: Eccentric Music - Форматы: CD, Цифровая дистрибуция  | 13              | —               | Сборник                    |

### EP
| Название  | Детали альбома                                                                             | Позиция в чарте | Позиция в чарте | Примечание    |
| Название  | Детали альбома                                                                             | NOR             | SWE             | Примечание    |
| --------- | ------------------------------------------------------------------------------------------ | --------------- | --------------- | ------------- |
| Heartkill | - Дата выпуска: 20 Января 2014 - Издатель: Eccentric Music - Форматы: Цифровая дистрибуция | —               | —               | EP Туне Дамли |

### Синглы
| Год  | Название                            | Позиция в чарте | Позиция в чарте | Альбом                |
| Год  | Название                            | NOR             | SWE             | Альбом                |
| ---- | ----------------------------------- | --------------- | --------------- | --------------------- |
| 2005 | «The Bliss Song»                    | —               | —               | Bliss                 |
| 2006 | «Somewhere Soft to Land»            | —               | —               | Bliss                 |
| 2007 | «Fever»                             | 6               | —               | Sweet Fever           |
| 2007 | «Young and Foolish»                 | —               | —               | Sweet Fever           |
| 2009 | «Butterflies»                       | 2               | —               | I Know                |
| 2009 | «I Know»                            | 4               | —               | I Know                |
| 2010 | «I Love You»                        | 7               | —               | Cocool                |
| 2010 | «Crazy Cool»                        | —               | —               | Cocool                |
| 2010 | «Stuck in My Head»                  | 2               | —               | Cocool                |
| 2012 | «Look Back»                         | 8               | —               | Looking Back          |
| 2012 | «Imagine» (feat. Eric Saade)        | 9               | 49              | Looking Back          |
| 2013 | «Smash»                             | 1               | —               | TBA                   |
| 2013 | «Hello Goodbye» (& Erik Segerstedt) | —               | 14              | Melodifestivalen 2013 |
| 2013 | «Winner of a losing game»           | 1               | —               | TBA                   |
| 2013 | «Perfect World»                     | —               | —               | TBA                   |

Примечания
Примечание 1: Релизы до 2009 зачислены как Tone Damli Aaberge, с 2010 года как Tone Damli.

### Музыкальное видео
| Год  | Название                               | Режиссёр         |
| ---- | -------------------------------------- | ---------------- |
| 2009 | «Butterflies»                          |                  |
| 2010 | «Stuck In My Head» (при участии Vinni) | Frederic Esnault |
| 2012 | «Look Back»                            | Alex Herron      |
| 2012 | «Imagine» (при участии Eric Saade)     | Joon Brandt      |
| 2013 | «Winner Of A Losing Game»              | Pål Laukli       |
| 2013 | «Perfect World»                        | Nicholas Cambota |

## Фильмография
- 2006: Лесная братва — Норвежский голос Хизер